# Ōtsu-Zwischenfall

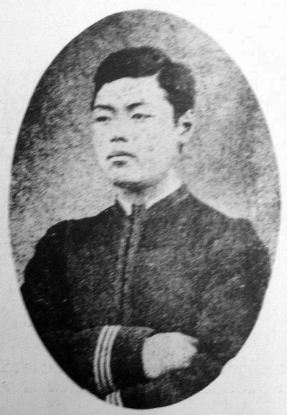
Tsuda Sanzō, der Attentäter

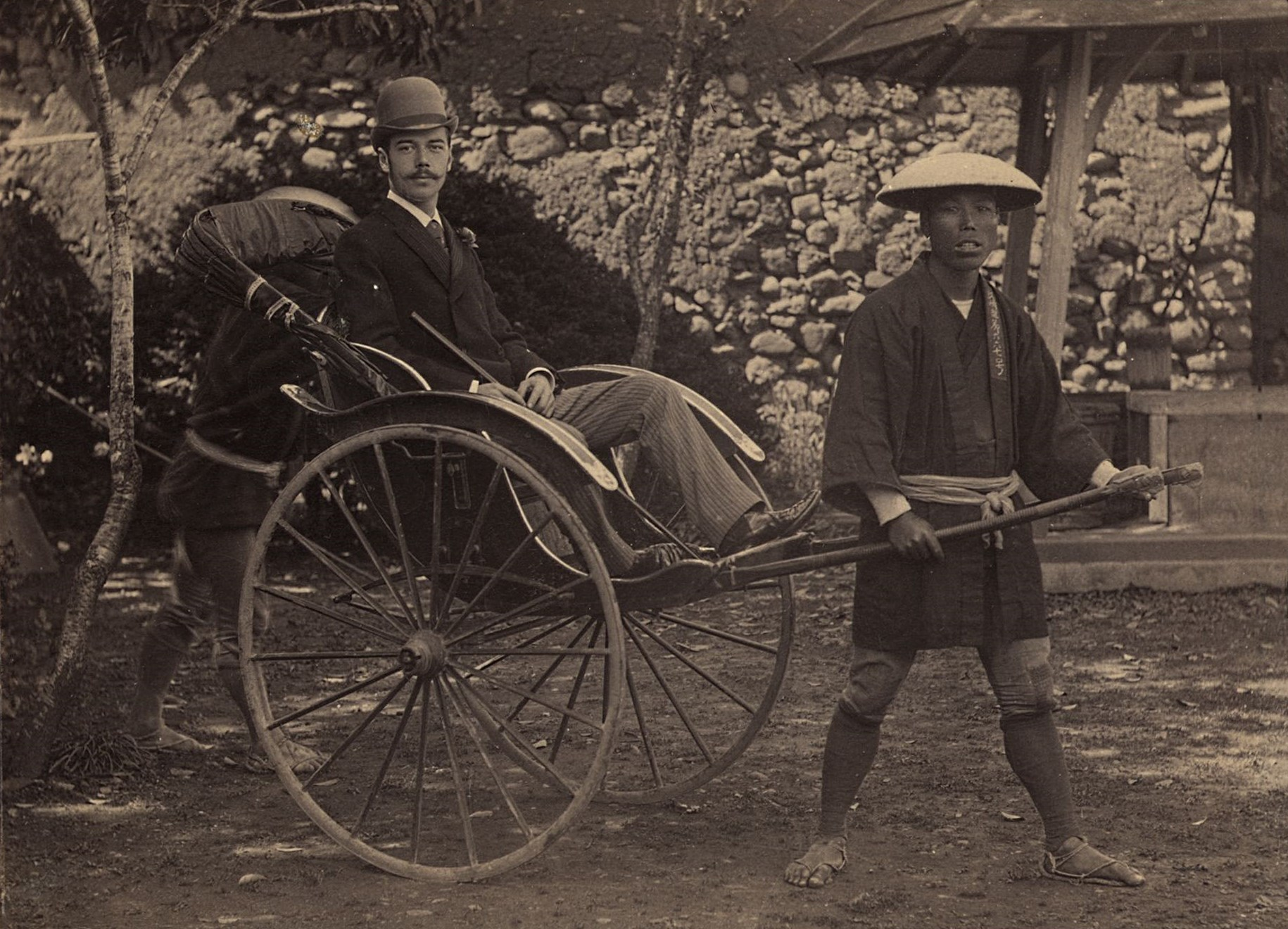
Nikolaus im Frühjahr 1891 in Nagasaki

Der Ōtsu-Zwischenfall (japanisch 大津事件, Ōtsu Jiken) war ein am 11. Mai 1891 (29. April 1891 im julianischen Kalender, der damals in Russland noch galt, weshalb die offizielle Meldung des Zarenhofs dieses Datum nennt) in Ōtsu fehlgeschlagenes Attentat auf Zarewitsch Nikolaus, den späteren Kaiser Nikolaus II., während seiner Ostasienreise.

## Der Zwischenfall
Zarewitsch Nikolaus, der mit ihm reisende Prinz Georg von Griechenland und ihr Gefolge waren am 27. April 1891 an Bord der Pamjat Asowa in Nagasaki eingetroffen, wo ihnen ein Staatsempfang durch die japanischen Würdenträger, darunter Prinz Arisugawa Takehito, bereitet wurde. Nach Aufenthalten in Kagoshima und Kōbe erreichten sie am 9. Mai Kyōto.
Am 11. Mai stand ein Ausflug zur nahe gelegenen Stadt Ōtsu auf dem Programm, in deren Umgebung Nikolaus, Prinz Georg und ihr Gefolge den Biwa-See und die umgebenden Berge besuchen sollten. Kurz vor Ōtsu wurden sie von lokalen Würdenträgern begrüßt; ein Besuch im Mii-dera, einem der größten Tempel Japans, folgte. Im Anschluss setzten sie mit einem Schiff nach Karasaki über, wo sie mit einem Feuerwerk begrüßt wurden. Nach der Besichtigung einiger Rüstungen kehrten sie nach Ōtsu zurück. Nach einem Mittagessen im Präfekturbüro begann um 13:30 Uhr die Rückreise nach Kyōto.
Die ersten vier Rikschas der Reisegruppe waren von Polizisten und Verwaltungsbeamten der Präfektur Shiga und Kyōto besetzt. Nikolaus saß in der fünften, Georg in der sechsten und Prinz Takehito in der siebten. Aufgrund von Gerüchten, etwas Widriges würde Nikolaus an diesem Tag zustoßen, war der Weg von Polizisten gesäumt.
Als die Rikschas sich auf der engen Straße 700–800 Meter weit ihren Weg zwischen den Menschenmassen gebahnt hatten, sprang plötzlich der Polizist Tsuda Sanzō hervor und versetzte dem Zarewitsch einen Säbelstreich an die rechte Schläfe, der durch die Hutkrempe abgemildert wurde. Prinz Georg schlug mit seiner Peitsche nach dem Angreifer und Nikolaus’ Rikschakuli brachte diesen zu Fall. Einer von Georgs Rikschakulis ergriff den zu Boden gefallenen Säbel und verletzte Tsuda an Hals und Rücken.

## Auswirkungen

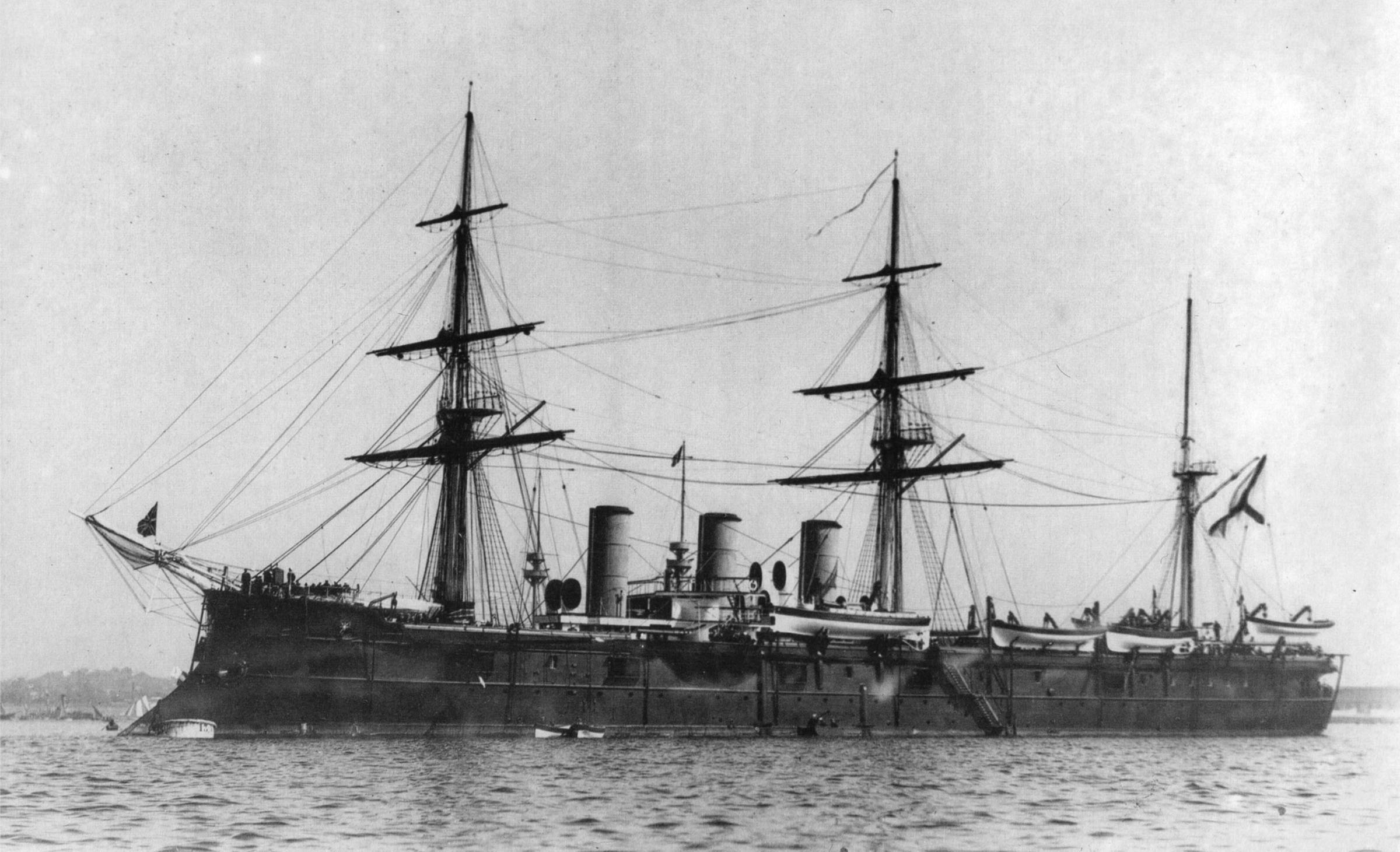
Die Pamjat Asowa

Als Kaiser Meiji durch ein Telegramm von dem Vorfall erfuhr, sandte er den Arzt General Hashimoto Tsunatsune sowie seinen Leibarzt nach Ōtsu und beriet sich mit Premierminister Matsukata Masayoshi und anderen Kabinettsmitgliedern. Am übernächsten Tag stattete er dem Zarewitsch einen Krankenbesuch ab. Auf Anweisung seiner Eltern brach Nikolaus seine Japanreise ab und begab sich in Begleitung des Tennōs nach Kōbe, wo er am 19. Mai, dem Tag seiner Abreise, an Bord der Pamjat Asowa noch mit dem Tenno zu Abend aß.
Die beiden Kulis wurden auf das Schiff gerufen, wo ihnen Nikolaus persönlich jeweils 2.500 Yen und den Russischen Orden der Heiligen Anna überreichte. Darüber hinaus erhielten beide eine jährliche Leibrente von 1.000 Yen.
Kaiser Meiji machte sich ob dieses Reichtums Sorgen, die Kulis könnten den ungewohnten Reichtum zu ihrem Schaden verwenden, und wies Außenminister Aoki Shūzō an, die beiden Männer zu ermahnen, die Anerkennung nicht unwürdig zu verwenden. Dieser tat nicht nur das, sondern wies die Gouverneure derer Herkunftspräfekturen Kyoto und Ishikawa an, auf die Männer zu achten.
Währenddessen hatte der Anschlag in Japan für große Aufregung gesorgt. Um die nationale Schande des Anschlags auf einen Staatsgast zu mildern, sandten viele Japaner dem Zarewitsch Geschenke und zehntausende Schreiben, die Scham und Trauer zum Ausdruck brachten. Eine 27-jährige Bedienstete namens Yuko tötete sich am 20. Mai vor dem Präfekturbüro in Kyōto, um mit ihrem Tod Buße zu üben. Ein Denkmal wurde zu ihrer Erinnerung gestiftet.
Der Ort Kaneyama in der Präfektur Yamagata verbot sogar den Vornamen Sanzō und den Familiennamen Tsuda.
Im Vorfeld der Gerichtsverhandlung wurde von Seiten der Regierung starker Druck ausgeübt, aus politischen Gründen eine Todesstrafe zu erreichen, um Russland milde zu stimmen. Der Artikel 116 schien hierzu geeignet. Er bestimmte, dass jeder, der den Versuch unternahm, den Tennō, seine Gattin oder den Kronprinzen zu ermorden, mit dem Tod zu bestrafen sei. Bereits am 12. Mai bestellten Premierminister Matsukata und der Minister für Landwirtschaft und Handel Mutsu Munemitsu den ranghöchsten Richter am Obersten Gerichtshof, Kojima Iken ein, um ihm ihre Sicht der Gefahr einer russischen Verstimmung mitzuteilen. Kojima lehnte jedoch eine Anwendung des Artikels 116 mit der Begründung ab, er beziehe sich eindeutig auf den japanischen Kaiser, nicht auf fremde Herrscherhäuser. Am nächsten Tag beriet Kojima sich mit den anderen Richtern des Obersten Gerichtshofs, die alle seiner Auslegung zustimmten. Justizminister Yamada Akiyoshi drohte mit der Ausrufung des Kriegsrechts, das Vorrang gegenüber dem Zivilrecht gehabt hätte. Noch am selben Tag kündigte der zuständige Richter in Ōtsu an, Tsuda nach den Artikeln 292 und 112 des Strafgesetzbuchs auf einfachen Mordversuch anzuklagen, der höchstens mit lebenslanger Haft zu bestrafen war. Es wurde noch weiter Druck auf die Richter ausgeübt, Artikel 116 zuzulassen, aber am Ende stimmten fünf der sieben Richter dagegen. Auch ein letzter Versuch Innenminister Saigō Tsugumichis, eine andere Entscheidung zu erzwingen, schlug fehl. Tags darauf begann das Gerichtsverfahren gegen Tsuda, das mit einer Verurteilung zu lebenslanger Haft endete.
Das japanische Rechtssystem ging gestärkt aus der Affäre hervor, und Kojima selbst erfuhr keine Nachteile wegen seiner Haltung.
Manche sehen Tsudas Motive in der Abtretung Sachalins an Russland im Vertrag von Sankt Petersburg (1875) und in der Annahme, der russische Besuch diene der Spionage und Vorbereitung eines Angriffs auf Japan. Dies waren jedenfalls Gründe, die Tsuda selbst während der Gerichtsverhandlung anführte. Auch soll er das kursierende Gerücht geglaubt haben, der Samuraiführer Saigō Takamori sei nicht tot, sondern mit den Russen zurückgekehrt, und so habe Tsuda gefürchtet, ein Wiederaufflammen der Satsuma-Rebellion könnte seinen Status gefährden.
Tsuda selbst gab während der Verhandlung an, der Grund für den Anschlag sei seine Unzufriedenheit mit seinem Status als einfacher Polizeibeamter gewesen. Er habe das den Opfern der Satsuma-Rebellion gewidmete Denkmal auf dem Berg Miyukiyama betrachtet, dem die Fremden keinerlei Respekt erwiesen. Diese hätten sich dort den Ausblick erklären lassen, was er als Spionage wertete. Zu diesem Zeitpunkt habe er den Entschluss gefasst, den Thronfolger zu töten.
Tsuda wurde in einem Gefängnis auf Hokkaidō inhaftiert, wo er am 30. September 1891 an Lungenentzündung starb.
Entgegen den Befürchtungen vieler Regierungsmitglieder führte der Ōtsu-Zwischenfall nicht zum Krieg mit Russland. Zum Teil wurde spekuliert, dass Nikolaus deswegen antijapanische Gefühle entwickelte, die 13 Jahre später zum Russisch-Japanischen Krieg beitrugen. Diese Vermutung ist jedoch umstritten.
Das Tagebuch des Richters Kojima, das die Vorkommnisse nach dem Attentat schildert, wurde verboten und erst 1931 veröffentlicht.